# Bacon County
Bacon County is een county in de Amerikaanse staat Georgia.
De county heeft een landoppervlakte van 738 km² en telt 10.103 inwoners (volkstelling 2000). De hoofdplaats is Alma.

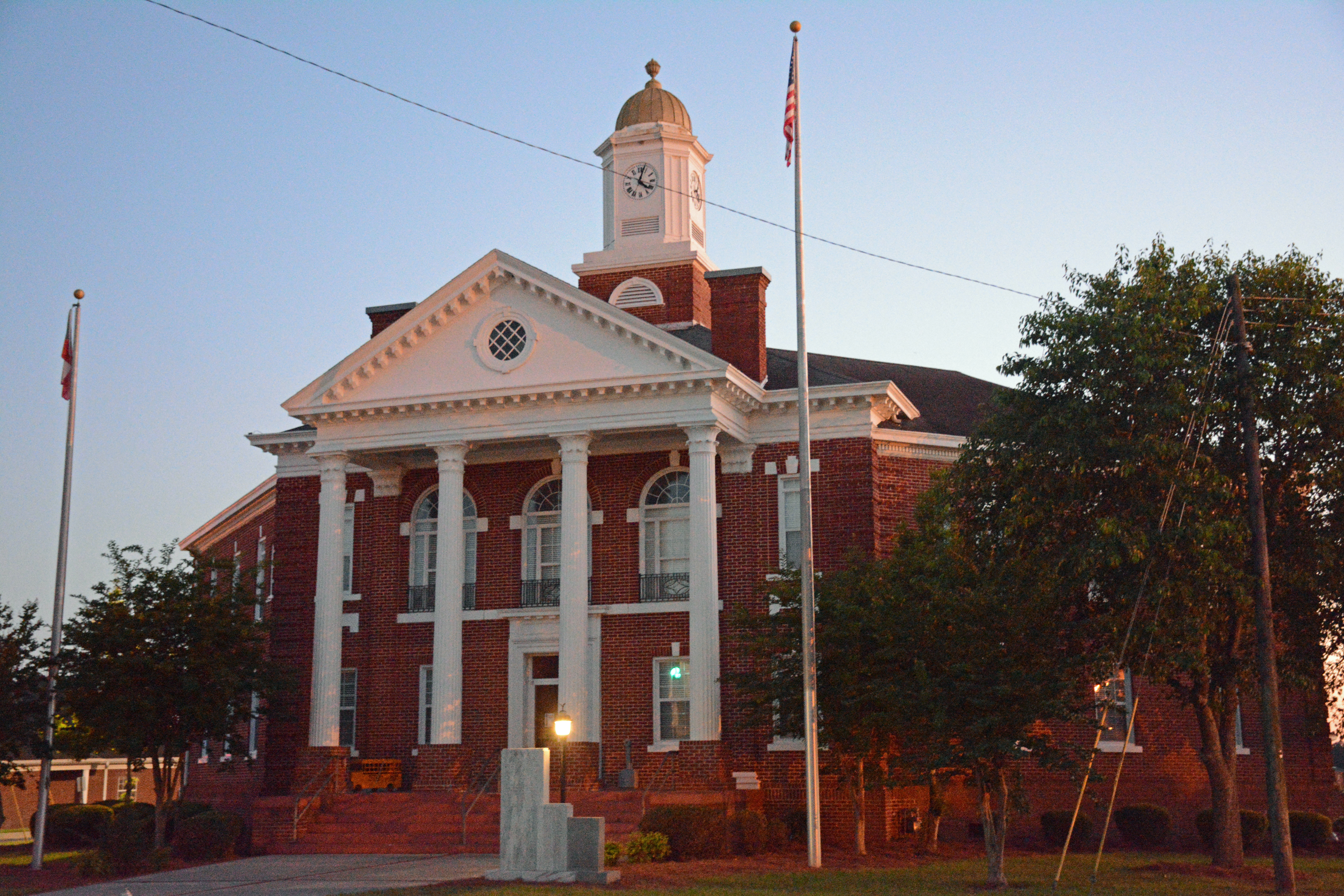
Bacon County Courthouse